# Argyrotheca neocaledonensis
Argyrotheca neocaledonensis is een soort in de taxonomische indeling van de armpotigen (Brachiopoda). 
Het dier behoort tot het geslacht Argyrotheca en behoort tot de familie Megathyrididae. De wetenschappelijke naam van de soort werd voor het eerst geldig gepubliceerd in 2010 voor het eerst wetenschappelijk door Bitner.